# 住信SBIネット銀カード
住信SBIネット銀カード株式会社 (SBI Sumishin Net Bank Card Co., Ltd.) は、かつて存在した住信SBIネット銀行株式会社の完全子会社。クレジットカード事業や信用保証事業を行っていた。

## 概説
2009年に設立。2010年4月にソニーファイナンスインターナショナルからCPコスメティクスとの提携クレジットカード事業を会社分割により譲受したが、2023年3月31日をもって全てのサービスを終了している。親会社の住信SBIネット銀行とサービス面で提携しているクレジットカード「ミライノカード」は自社発行もしくはライフカードとの提携カードであり、ネット銀カードとは接点がない。
また、親会社である住信SBIネット銀行のカードローンに対する信用保証事業も行っていたが、こちらも2023年6月26日にSMBCコンシューマーファイナンスへ保証会社が変更となった。

## かつて発行していたクレジットカード

### 提携カード
- CPコスメティクス - ソニーファイナンスインターナショナルより会員と債権を譲受

## 加盟する信用情報機関
クレジットカードなどの信用審査を行う為に以下の信用情報機関に加盟していた。
- 株式会社シー・アイ・シー(CIC)